# Ahun
Ahun (okcitansko Aiun) je naselje in občina v francoskem departmaju Creuse regije Limousin. Leta 2007 je naselje imelo 1.557 prebivalcev.

## Geografija
Kraj leži v pokrajini Marche ob reki Creuse, 16 km jugovzhodno od Guéreta.

## Uprava
Ahun je sedež istoimenskega kantona, v katerega so poleg njegove vključene še občine Cressat, Lépinas, Maisonnisses, Mazeirat, Moutier-d'Ahun, Peyrabout, Pionnat, Saint-Hilaire-la-Plaine, Saint-Yrieix-les-Bois in Vigeville s 4.415 prebivalci.
Kanton Ahun je sestavni del okrožja Guéret.

## Zanimivosti
- romanska cerkev sv. Silvana,
- grad Château de Chantemille iz 10. do 15. stoletja,
- železniški viadukt Busseau dolžine 320 metrov in višine 57 metrov, ki premošča reko Creuse, je bil zgrajen v drugi polovici 19. stoletja.